# Heavy Hitters
Heavy Hitters es el noveno álbum de estudio de la banda inglesa de hard rock y heavy metal Michael Schenker Group, publicado en 2005 por Deadline Music y Cleopatra Records. Contiene solo canciones versionadas de otras bandas y artistas de rock, donde en cada una de las canciones participaron distintos músicos. La idea nació como un disco solista de Michael Schenker, pero a último momento ambos sellos discográficos decidieron publicarlo como una producción de la banda.
En 2008 se remasterizó bajo el título de Doctor Doctor: The Sessions Kulick, ya que Bob Kulick fue el productor del álbum. Dicha versión incluyó cuatro pistas adicionales; «Save Yourself» de McAuley Schenker Group, «Finding My Way» de Rush y versiones instrumentales de «Doctor Doctor» y de «War Pigs». En 2011 se volvió a remasterizar con el título de By Invitation Only, que incluyó la versión de «Run to the Hills» grabada por Michael Schenker y Robin McAuley para el disco tributo a Iron Maiden, Numbers from the Beast.

## Lista de canciones
| N.º | Título                                                  | Escritor(es)                                              | Duración |  |
| 1.  | «All Shook Up» (cover de Elvis Presley)                 | Otis Blackwell, Elvis Presley                             | 4:21     |  |
| 2.  | «Blood of the Sun» (cover de Mountain)                  | Felix Pappalardi, Gail Collins Pappalardi, Leslie West    | 3:52     |  |
| 3.  | «Doctor Doctor» (cover de UFO)                          | Phil Mogg, Michael Schenker                               | 6:07     |  |
| 4.  | «War Pigs» (cover de Black Sabbath)                     | Bill Ward, Tony Iommi, Ozzy Osbourne, Geezer Butler       | 7:24     |  |
| 5.  | «I'm Not Talking» (cover de Mose Allison)               | Mose Allison                                              | 4:10     |  |
| 6.  | «Money (canción de Pink Floyd)» (cover de Pink Floyd)   | Roger Waters                                              | 6:04     |  |
| 7.  | «Out in the Fields» (cover de Gary Moore)               | Gary Moore                                                | 4:25     |  |
| 8.  | «Hair of the Dog» (cover de Nazareth)                   | Dan McCafferty, Darrell Sweet, Manny Charlton, Pete Agnew | 4:11     |  |
| 9.  | «I Don't Live Today» (cover de Jimi Hendrix Experience) | Jimi Hendrix                                              | 3:54     |  |
| 10. | «Politician» (cover de Cream)                           | Jack Bruce, Pete Brown                                    | 5:10     |  |

## Personal
Cada canción fue grabada por distintos músicos. A continuación el personal que grabó cada uno de los temas.
| «All Shook Up» - Joe Lynn Turner: voz - Michael Schenker: guitarra líder - Bob Kulick: guitarra rítmica - Jeff Pilson: bajo - Aynsley Dunbar: batería «Blood of the Sun» - Leslie West: voz - Michael Schenker: guitarra líder - Bob Kulick: guitarra rítmica - Rudy Sarzo: bajo - Simon Wright: batería «Doctor Doctor» - Jeff Scott Soto: voz - Michael Schenker: guitarra líder - Bob Kulick": guitarra rítmica - Jeremy Rubolino: teclados - Marco Mendoza: bajo - Brent Chassen: batería «War Pigs» - Tim "Ripper" Owens: voz - Michael Schenker: guitarra líder - Bob Kulick: guitarra rítmica - Mike Inez: bajo - Aynsley Dunbar: batería «I'm Not Talking» - Mark Slaughter: voz - Michael Schenker: guitarra líder - Bob Kulick: guitarra rítmica - Jeff Pilson: bajo - Aynsley Dunbar: batería «Money» - Tommy Shaw: voz - Michael Schenker: guitarra líder - Edgar Winter: saxofón - Tony Levin: bajo - Mike Baird: batería | «Out in the Fields» - Gary Barden: voz - Michael Schenker: guitarra líder - Bob Kulick: guitarra rítmica - Chuck Wright: bajo - Brent Chassen: batería «Hair of the Dog» - Paul Di'Anno: voz - Michael Schenker: guitarra líder - Bob Kulick: guitarra rítmica - Phil Soussan: bajo - Vinny Appice: batería «I Don't Live Today» - Sebastian Bach: voz - Michael Schenker: guitarra líder - Bob Kulick: guitarra rítmica - Tony Franklin: bajo - Eric Singer: batería «Politician» - Michael Schenker: guitarra líder - Jeff Pilson: bajo - Brent Chassen: batería «Finding My Way» - Sebastian Bach: voz - Michael Schenker: guitarra líder - Bob Kulick: guitarra rítmica - Tony Franklin: bajo - Eric Singer: batería «Run to the Hills» - Robin McAuley: voz - Michael Schenker: guitarra líder - Pete Fletcher: guitarra rítmica - Tony Franklin: bajo - Brian Tichy: batería |